# 당진 단층
당진 단층(唐津 斷層, Dangjin Fault)은 당진시 석문면에서 보령시 천북면까지 이어지는 북북동-남남서 방향, 총 연장 50 km 정도의 단층이다.

## 개요
당진 단층은 한반도 경기 지괴 내 충청남도 당진시 석문면에서 시작해 홍성군 서부를 통과, 보령시 천북면까지 이어진다. 수직 이동형 단층으로 추정되며, 당진시청 소재지 부근을 지나 서산시 운산면, 해미면, 홍성군 서부의 갈산면 등을 지난다.
당진 단층은 북동 10° 주향의 수직 단층으로, 1989년 한국지질자원연구원의 1:5만 지질도 당진-장고항 도폭에서 그 존재가 처음으로 보고되었다. 단층선을 경계로 서부가 하강하고 동부가 상승한 수직단층으로 추정되며, 현재 추적된 당진 단층은 충청남도 당진시 석문면 석문호에서 시작하여 남쪽으로 홍성군 서부를 통과해서 보령시 천북면으로 약 48 km 연장된다. 당진시 고대면과 당진읍의 역천을 따라서 남쪽으로 연장되는데 역천 주변은 평야 지역으로 단층면을 찾기가 어려우며, 서산시 운산면으로 이어지면서 서해안 고속도로와 평행하게 연장된다. 당진 단층은 서산시에서도 대부분 낮은 구릉 지대와 작은 평야지대를 통과하기 때문에 단층면을 발견하기가 어려우며, 서산시에서 운산면, 해미면, 고북면내를 통과한다. 이후 홍성군 갈산면과 서부면으로 이어지며, 홍성군과 남쪽의 보령시에서는 비교적 높은 구릉 지대를 통과하기 때문에 당진 단층의 단층면을 찾을 가능성이 높지만 단층면이 노출된 노두는 없다.
한국지질자원연구원의 5만 지질도 당진-장고항 도폭에 의하면, 북동 10° 주향으로 추적되는 단층으로 서부가 하강아고 동부가 상승한 수직 단층으로 생각되나 단층선을 따라 제4기 충적층이 덮인 관계로 확실한 이동은 알 수 없다. 1999년 대부도 도폭에 의하면, 이 단층은 석문호에서 북쪽으로는 남양만 해저를 지나 화성면 송산면 지역으로 연장되는 것으로 보인다.

### 노두
다음은 한국지질자원연구원이 2012년 발간한 보고서에 제시된 당진 단층의 노두 위치이다.
| 위치                                          | 좌표                                                                          | 주향              | 경사              | 성향                         | ESR 연대측정값   | 비고               |
| --------------------------------------------- | ----------------------------------------------------------------------------- | ----------------- | ----------------- | ---------------------------- | ---------------- | ------------------ |
| 당진군 해미면 용암리 서해안고속도로 서측 사면 | 북위 36° 41′ 45.00″ 동경 126° 33′ 30.30″ / 북위 36.6958333° 동경 126.5584167° | 북동 30° 북동 20° | 북서 70° 북동 70° | 정단층성 좌수향 주향이동단층 | 적어도 200만년전 | 제4기에 활동 안 함 |

## 홍성 구조선 (홍성 단층)
당진 단층의 동쪽에 위치하며, 충청남도 당진시 송악면 한진리에서 시작해 순성면, 예산군 고덕면, 홍성군을 지나 보령시 주포면으로 이어지는 선형 구조이다. 지질도 상에는 단층으로 표기되어 있으나 불분명하고 선형 구조도 뚜렷하지 못하다. 특히 단층을 인지할 만한 단층의 노두도 발견되지 않는다.

## 1978년 홍성 지진
1978년부터 1979년까지 최대 규모 5.0에 이르는 지진이 홍성군 동쪽 3 km 지역에서 발생했다. 구체적으로는 1978년 10월의 1978년 홍성 지진, 1979년 2월 8일의 규모 4의 지진과 동년 3월의 3.8의 지진이다.

이기화(1986)는 지진이 홍성읍을 북동 65°의 주향으로 지나는 선구조(lineament)와 관련있다고 언급함으로서 간접적으로나마 단층의 존재를 암시하였다.
권병두 외(2003)는 홍성군 지역의 단층대를 가로질러 전기 비저항 탐사를 실시하였으며 예상단층선을 따라서 뚜렷한 저비저항대가 깊게 발달하는 것을 확인하였다. 단층이 지속적으로 활동하면 단층대를 따라 지하수 등 유체의 흐름이 활발하게 발생하고 이로 인해 저비저항대가 발달하며 이에 근거하여 홍성 단층이 최근까지도 지진을 일으키는 활동 중인 단층으로 추정하였다.
2016년 11월 13일에는 보령시 북북동쪽 4 km 지역에서 규모 3.5의 지진이 발생했다. 인근의 주포면과 천북면을 각각 홍성 단층, 당진 단층이 통과하나 이 지진과 단층과의 관계는 불분명하다.

## 관련 기사
<국내 활성단층 450개 넘어…한반도는 '단층의 나라'> 뉴스원, 2016.9.23 - "수도권에는 추가령 단층이 대표적이며 충청지역에는 공주·예산·홍성·의당 단층, 호남지역에는 정읍·전주·순창-광주·비봉단층 등이 있는 것으로 조사됐다."
“수도권·충남·호남 등 도처에 활성 징후 단층” 국민일보, 2016년 9월 23일자
"한국지질자원연구원 최 박사는 활성단층으로 추정되는 단층으로 추가령 단층, 왕숙천 단층, 당진 단층, 인제 단층, 금왕 단층, 공주 단층 등을 거론했다."
<잇단 충청권 지진, 그러나 원인 단층조차 파악 불가> 중도일보  - "한국지질자원연구원이 2012년 발간한 '활성단층지도 및 지진위험 지도 제작' 보고서에 따르면, 대전ㆍ충청권에 공주 단층, 십자가 단층, 당진 단층, 홍성 단층, 의당 단층, 예산 단층 등의 활성단층이 존재한다."

## 같이 보기
- 한국의 단층
- 공주 단층
- 예산 단층
- 당진시의 지질
- 1978년 홍성 지진
- 한국의 지진
- 당진시